# Zabid
Zabid (in arabo زبيد‎?), è una città dello Yemen occidentale nel governatorato di al-Hudayda. È una delle città più antiche dello Yemen, di cui fu capitale tra il XIII e il XV secolo. Durante lo stesso periodo fu anche centro di cultura arabo e musulmano grazie alla famosa Università di Zabid.
La città è circondata da una cerchia muraria parzialmente conservata, nella quale si aprono quattro porte: 
- Bab al-Shabāriq a est;
- Bab al-Nakhīl a ovest;
- Bab al-Qartab a sud;
- Bab Siham a nord.

Essa è suddivisa in quattro quartieri: il quartiere dei commercianti, quello degli studenti delle scuole coraniche, quello dei dignitari e quello degli artigiani.
Vi sono 29 moschee e 53 scuole coraniche. Le moschee più importanti sono la moschea di al-Ashāʿir, costruita nell'VIII secolo, e la Grande Moschea di Zabid, costruita nel XVI secolo al tempo del sultano ziyadide al-Ḥusayn b. Salāma (r. 983-1012/373-402).
Zabid, che è una delle città sante dell'islam, è stata dichiarata patrimonio dell'umanità dall'UNESCO nel 1993.